# Aglaia rubiginosa
Aglaia rubiginosa är en tvåhjärtbladig växtart som först beskrevs av William Philip Hiern, och fick sitt nu gällande namn av C.M. Pannell. Aglaia rubiginosa ingår i släktet Aglaia och familjen Meliaceae. Inga underarter finns listade i Catalogue of Life.